# Hans John (Widerstandskämpfer)

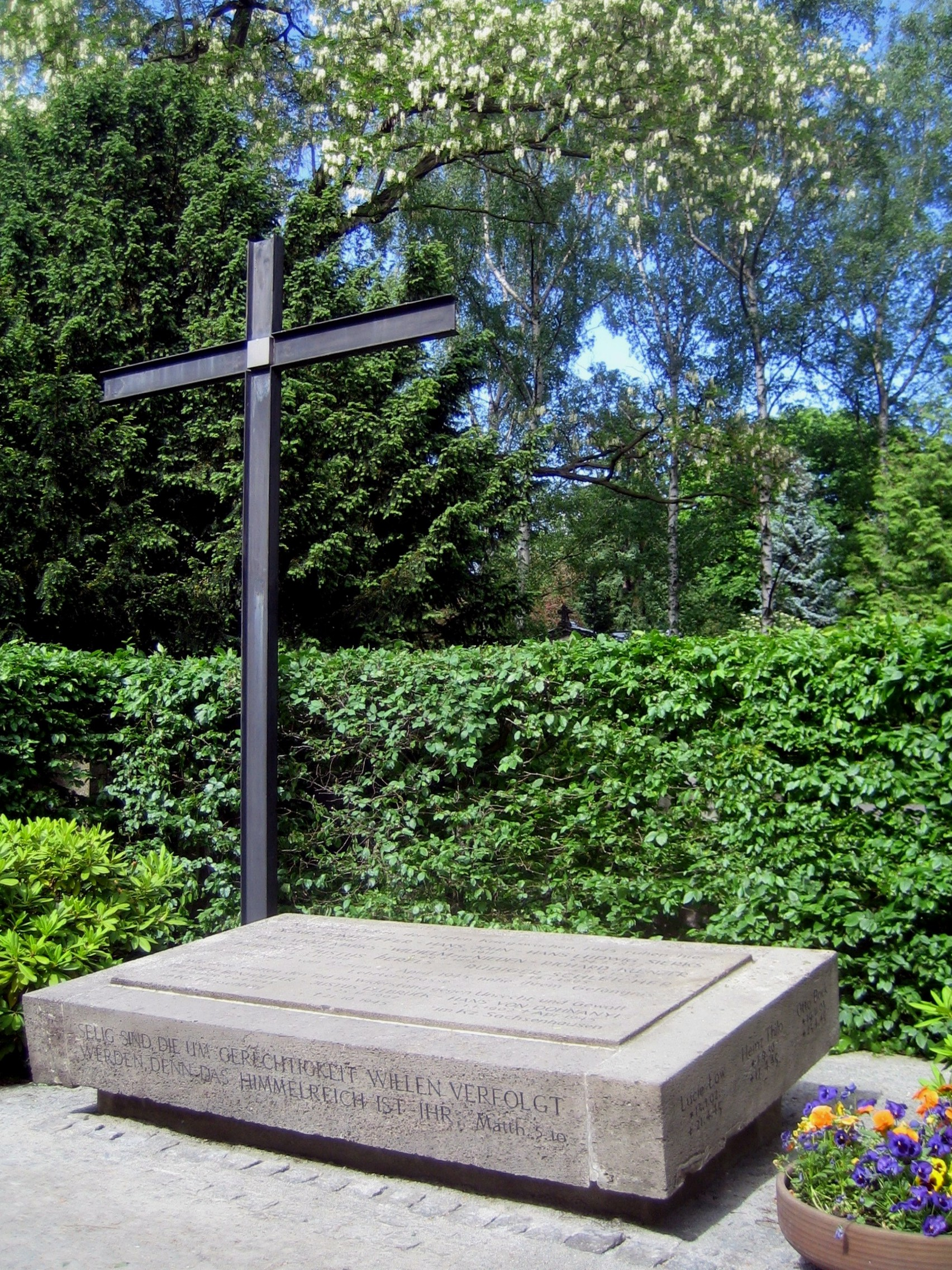
Grab von Hans John und anderen auf dem Dorotheenstädtischen Friedhof

Hans John (* 31. August 1911 in Ziegenhain in Hessen; † 23. April 1945 in Berlin) war ein deutscher Jurist und Widerstandskämpfer gegen den Nationalsozialismus.

## Leben
Hans John wuchs zunächst in Ziegenhain in Hessen auf, war dann, wie sein älterer Bruder Otto, Schüler des Staatlichen Realgymnasiums in Wiesbaden, an dem er 1931 das Abitur ablegte und studierte Rechtswissenschaften. Als Assistent am Institut für Luftfahrtrecht an der Friedrich-Wilhelms-Universität zu Berlin begann er 1939 juristisch zu arbeiten. Im Juni 1940 wurde er zur Wehrmacht eingezogen und im März 1942 an der Ostfront schwer verwundet. Er wurde wehruntauglich aus der Wehrmacht entlassen und konnte sich dann wieder wissenschaftlichen Arbeiten widmen.
Hans und sein Bruder Otto John hatten Kontakte zu den Widerstandskreisen im Amt Ausland/Abwehr des Oberkommandos der Wehrmacht. Sie erfuhren vom Unternehmen Walküre und entschlossen sich, daran teilzunehmen. Sie waren an der Vorbereitung des Umsturzversuches und am Attentat auf Adolf Hitler vom 20. Juli 1944 beteiligt. Nachdem Hans Oster und Hans von Dohnanyi im Frühjahr 1943 verhaftet worden waren, unterstützten die Brüder den entflohenen Hauptmann Ludwig Gehre bei der Anmietung wechselnder illegaler Unterkünfte.
Hans John wurde im August 1944 verhaftet und in der Haft schwer misshandelt. Im Februar 1945 wurde er vom Volksgerichtshof zum Tode verurteilt und in der Nacht zum 23. April 1945 auf einem Gelände in der Nähe des Zellengefängnisses Lehrter Straße von einem Sonderkommando aus dem Reichssicherheitshauptamt erschossen. Seinem Bruder Otto John dagegen gelang am 24. Juli 1944 die Flucht aus Deutschland.